# Cimex adjunctus
Cimex adjunctus är en insektsart som beskrevs av Barber 1939. Cimex adjunctus ingår i släktet Cimex och familjen vägglöss. Inga underarter finns listade i Catalogue of Life.